# Pavlo Lazarenko

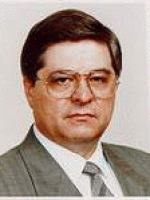
Pavlo Lazarenko

Pavlo Ivanovych Lazarenko (ucraniano: Павло Іванович Лазаренко; nascido em 23 de janeiro de 1953) é um criminoso ucraniano condenado, fugitivo internacional e ex-político que serviu como primeiro-ministro da Ucrânia de 1996 a 1997.

## Vida
Nascido em 1953 em uma família de camponeses no sul da Ucrânia, Lazarenko atuou em atividades agrícolas antes de ingressar na política no final dos anos 1980. Originalmente Governador de Dnipropetrovsk Oblast, Lazarenko foi em 1995 nomeado Primeiro Vice-Primeiro Ministro da Ucrânia para assuntos de energia, colocando-o no comando da aquisição de energia de países estrangeiros. Menos de um ano depois, ele foi nomeado pelo presidente Leonid Kuchma como primeiro-ministro, servindo por pouco mais de um ano antes de ser substituído por Valeriy Pustovoitenko em 2 de julho de 1997.
O tempo de Lazarenko como primeiro-ministro e os julgamentos subsequentes o estabeleceram como um dos primeiros-ministros mais corruptos, autoritários e impopulares da história da Ucrânia. De acordo com relatórios das Nações Unidas, Lazarenko roubou cerca de US$ 200 milhões do governo ucraniano. Após sua fuga da Ucrânia em 1999, Lazarenko fugiu para os Estados Unidos, onde foi posteriormente julgado por extorsão, lavagem de dinheiro e fraude eletrônica e condenado. Desde 1999, ele vive exilado nos Estados Unidos devido a acusações criminais contra ele na Ucrânia.